# Johannes Weigand

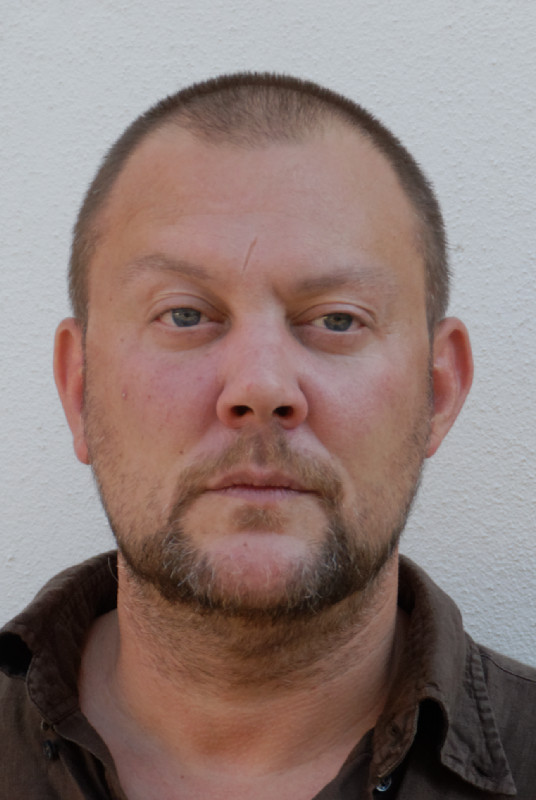
Johannes Weigand (2012)

Johannes Weigand (* 8. November 1966 in Heidelberg) ist ein deutscher Opernregisseur und -intendant. Seit 2009 war er Opernintendant der Wuppertaler Bühnen, seit Beginn der Spielzeit 2015/16 ist er Generalintendant des Anhaltischen Theaters Dessau.
Im Jahr 1977 sprach er in dem Hörspiel Geschichte der Urzeit die Rolle des Rolf. Weigand studierte Musiktheater-Regie an der Hochschule für Musik und Theater Hamburg und war dann als Regieassistent und Abendspielleiter an der Oper Frankfurt und an der Oper Bonn tätig. Als freier Regisseur inszenierte er unter anderem L’Orfeo von Claudio Monteverdi bei den Feldkirchfestspielen 2002 und die Zauberflöte von Mozart bei den Gandersheimer Domfestspielen 2004. Bis 2007 war er Dozent für Szenischen Unterricht an der Hochschule für Musik Köln, Europas größter Musikhochschule.
Von 2001 bis 2009 war Weigand Oberspielleiter der Opernsparte an den Wuppertaler Bühnen. Zu Beginn der Spielzeit 2009/10 hat er als Opernintendant zusammen mit Christian von Treskow, der den Schauspielbereich leitet, als Doppelspitze den vorherigen Generalintendanten Gerd Leo Kuck abgelöst.
In der Wuppertaler Saison 2007/2008 inszenierte er Der Froschkönig von Ulrich Hub, Figaros Hochzeit von Mozart und Peter Grimes von Benjamin Britten. 2009 inszenierte er die Oper La porta della legge – quasi un monologo circulare (Das Tor zum Gesetz – gleichsam ein kreisender Monolog) von Salvatore Sciarrino, die am 25. April 2009 im Wuppertaler Opernhaus zur Uraufführung kam.
Nachfolger Weigands als Opernintendant der Wuppertaler Bühnen ab Vertragsende 2014 wurde Toshiyuki Kamioka. Weigand selbst war seit 2014 designierter Generalintendant des Anhaltischen Theaters Dessau. Der Stadtrat von Dessau-Roßlau bestellte ihn einstimmig. Die Intendanz begann am 1. August 2015 mit Auftakt der Spielzeit 2015/16. Anfang 2016 inszenierte er die Verdi-Oper Stiffelio im venezianischen Opernhaus La Fenice.